# Living Things
Living Things is het vijfde studioalbum van de Amerikaanse rockband Linkin Park. Aan het door Mike Shinoda en Rick Rubin geproduceerde album werd begonnen in 2011 en na het album in 2011 en 2012 te hebben opgenomen, werd het album tussen 21 juni en 26 juni 2012 uitgebracht onder Warner Bros. en Machine Shop. De keuze voor de leadsingle viel op Burn It Down, dat 16 april 2012 uitkwam.
Het album is een versmelting van het geluid van de vorige vier albums met als doel hiermee een nieuw geluid te creëren. Dit ontstond uit het gevoel van de band dat ze weer op bekend terrein waren en zich comfortabel voelden met de positie waarin zij zich nu bevinden, na jaren van experimenteren op Minutes to Midnight uit 2007 en A Thousand Suns uit 2010. De albumtitel verwijst naar de persoonlijke onderwerpen die op het album behandeld worden.

## Opname
De opnames van het album duurden een jaar. Na de release van vierde album A Thousand Suns, stelde Mike Shinoda dat de band voor ogen had om vaker muziek uit te brengen door minder lang te toeren tussen de albumopnames door en dat dit ook mogelijk is door het feit dat de band tijdens het toeren zelf al met ideeën bezig was en muziek schreef. Dit was ook de reden waarom de band eerder met een nieuw album op de proppen kwam. Ook producer Rick Rubin, die samen met Shinoda voor de derde keer het album produceerde, bevestigde in juni 2011 de positieve ontwikkelingen van het album. In juni 2011 was de band volgens Chester Bennington verder dan ze gepland hadden en er al veel goede nummers zijn, die bovendien mogelijk voor een verdeeld ontvangst zouden zorgen. Toch voelde het enkele maanden later voor hem nog als een begin, door te zeggen dat ze pas net begonnen zijn. Ook Shinoda erkende dat de band verder met het opnameproces was dan normaal het geval is. Oorzaak hiervan was dat de band al goede nummers en ideeën had doordat de band demo's bleef schrijven tijdens het toeren. Muziek waarbij het niet lukte om er iets goed van te maken werd met rust gelaten en later weer opgepakt en er werd weer verder gekeken, waar bij de opnames van het vorig album veel geëxperimenteerd werd om een goed geluid te vinden. Rubin als producer was hiervoor een goede hulp, volgens Bennington, omdat hij de band ruimte gaf om hen te laten doen wat zij willen. Bij de luistersessies, die elke maandag plaatsvonden, gaf Rubin de band verdere instructies. Ook hielp hij ervoor te zorgen dat het geluid fris klonk en niet zoals de band op automatische piloot. De keus voor Rubin viel vanwege zijn bekendheid met zowel het werk als de band als met een verscheidenheid in genres, wat kenmerkend is voor de band. De keus om Shinoda het album alleen te laten presenteren werd overwogen maar toch niet gekozen vanwege de externe perspectief die Rubin verschaft.
Brad Delson, gitarist van de band, had een grote rol in de productieproces als producer, waardoor hij minder bezig was met de gitaarstukken dan Bennington en Shinoda.

## Stijl
Het album werd door de band als uptempo beschreven door de hoge mate van energie en geluiden en niet per se vanwege de aanwezigheid van elektrische gitaren.
Thematisch gezien zouden de nummers controversiële zaken betrekken, nadat de band op het derde studioalbum Minutes to Midnight onderwerpen als de Irakoorlog en A Thousand Suns een conceptalbum was over een mogelijke nucleaire oorlog en diens gevolgen. Desondanks verklaarde Shinoda in januari en februari 2012 en verder dat hij vond dat het album eerder sociaal dan politiek was, en weer persoonlijk zoals op de eerste twee albums Hybrid Theory en Meteora. Hij verklaarde de albumtitel door te zeggen dat het een album is over mensen, over persoonlijke interacties. De sporen van sociaal bewustzijn van de vorige twee albums zijn nog steeds in sporen afwezig maar het persoonlijke aspect voert de boventoon.Ook spelen verschillende gemoedstoestanden een rol, waarbij woede, ook net als bij de eerste twee albums, een belangrijke factor is.
Stilistisch is Living Things een mix van de oude en het nieuwe, maar maakte wel duidelijk dat het niet in de stijl van Hybrid Theory zou zijn. De gevoelens voor het nu metalverleden zijn ook te horen in het album aangezien de band zich comfortabel voelt met deze kant, maar ook met de moderne en meer elektronische kant van de band. Geluiden die op de laatste twee albums werden vermeden werden omdat ze te veel bij de eerste twee albums zouden passen, werden niet meer zo snel van de hand gedaan. Hierdoor is het album volgens Bennington een goede weergave van de band in de positie waarin zij zich nu bevinden. Het verliest geen creativiteit die door de vorige twee albums ontstonden en heeft tegelijkertijd het hoge energieniveau die de oudere albums hadden, waardoor het een veelomvattend geluid omvat. Het album heeft ook weer grote refreinen hebben maar dat deze niet per se het geval zouden zijn door het gebruik van elektrische gitaren. Wel zijn er sprake van meer elektronische geluiden die een grote golf van geluid creëren zonder metal te worden. Ook zou het album stilistisch weer enigszins richting de muziek van de eerste twee albums gaan. Waar de muziek op Minutes to Midnight en vooral op A Thousand Suns zo min mogelijk op de bekende oude Linkin Park mocht lijken, was de band van mening dat deze afzet nu niet meer zo problematisch gezien werd. De hereniging met de thema's en geluiden van Hybrid Theory en Meteora ontstond om de reden dat de band zich na een lange tijd weer "op hun gemak voelen". De nummers zouden van elkaar verschillen vanwege de verschillende soorten dynamiek, kleur en beweging, naast het feit dat de band geen elektronische elementen of samples gebruikte. Wat opvallend is is dat de meeste nummers begonnen als organische door folk gedreven nummers, die uiteindelijk evolueerden tot nummers met een elektronisch en digitaal gevoel.
De keuze voor Burn It Down als leadsingle viel vanwege de combinatie van het "knetterende, vernietigende verleden" en het "vluchtige en electrogetinte heden". Ook wordt het nummer gekenmerkt door een hoge mate van energie en sterke elektronische melodieën. In My Remains duurde lang voor afronding terwijl het zich al snel in een gevorderd stadium bevond. Het haperen kwam doordat het tussenspel van couplet en refrein niet in harmonie was, waardoor steeds een van deze muziekonderdelen werd veranderd. Het nummer I'll Be Gone werd naar Owen Pallett verstuurd, die enkele uren later het nummer terugzond met snaarwerk voor het nummer. Castle of Glass is gedurende het opnameproces nauwelijks van gedaante veranderd. De vocalen van Shinoda zijn vrijwel hetzelfde gebleven in vergelijking met de demoversie. Ditzelfde geldt voor het eerste couplet en het refrein. Het enige waarmee de band zat, was de sample die in het begin te horen was. Zij liepen lang met een akoestisch gitaar rond terwijl ze de sample speelden om een goede geluid te vinden. Victimized bevat geschreeuw van Bennington die hij opnam op het moment dat hij ziek was. Until It Breaks is ontstaan uit een ander nummer dat niet wilde lukken en in de ogen van de band ook geen kans van slagen had. Een element uit het nummer vond de band wel bruikbaar en dat werd gebruikt om dit nummer te maken. Uiteindelijk bestaat het nummer uit vier onderdelen, twee rapcoupletten, een gezongen deel door Bennington en een gezongen deel door Delson. Powerless is een van de nummers waar de band het langst aan werkte. Het nummer begon als onderdeel van Tinfoil. Tijdens de opnames veranderde het nummer in een nummer van zes minuten die volgens de band te saai bevonden werd. Vervolgens werd het ingekort, na een jaar werk. Op een laat tijdstip, tijdens het mixen van het album, kwam drummer Rob Bourdon met een idee om de livedrums te vervangen met elektronische waardoor wat het nummer ten goede kwam. Uiteindelijk werd Tinfoil de inleiding voor Powerless.
De band is gedurende het opnameproces door verschillende stijlen en artiesten geïnspireerd. Roads Untraveled en Skin to Bone bevatten muzikale elementen die afkomstig zijn uit de folkmuziekwerken van Bob Dylan en zijn inspiratiebronnen. Victimized, dat door Rolling Stone werd beschreven als "de bands meest agressieve nummer in jaren", is beïnvloed door punkrockbands als Pennywize en Dirty Rotten Imbeciles. Dit verklaart ook de korte duur van 1:46 omdat punknummers volgens Shinoda in onderdelen minimaal zijn. De aard van Victimized werd ook beschreven door bassist Phoenix, die met de demotitel Battle Axe (strijdbijl) aangaf dat dat een goede metafoor is: een grote "crack" en dan is het afgelopen.

### Demotitels
- Lost in the Echo - Holding Company
- In My Remains - One Forty
- Burn It Down - Buried at Sea
- Lies Greed Misery - Piledriver (Breaking Point was een concepttitel)
- Victimized - Battle Axe
- Roads Untraveled - Roads Untraveled
- Skin to Bone - Skin to Bone
- Until It Breaks - Apaches
- Powerless - Tinfoil

## Release en promotie
Nadat de band halverwege 2011 gemeld had dat zij goed op weg waren naar een albumuitgave in 2012 en Bennington zelfs had gezegd dat het hem zou verbazen als dit niet gebeurde, kwamen in januari de eerste tekenen die erop wezen dat het album daadwerkelijk in 2012 uitgebracht zou worden. Op 9 januari plaatste Shinoda op Twitter een foto van een aantekeningenblok op een mengtafel. Op het blok stond de tekst "L.P. 2012.". Ook werden er andere foto's uit de studio geüpload op Instagram, een vanuit The Stockroom met aangesloten synthesizers, pedalen, elektrische gitaren en een drumstel, "Effected" getiteld, en "'Studio - Chaos & Noise" met een sampler. In een interview met Shinoda op 25 januari tijdens de Sundance Film Festival 2012, waar hij aanwezig was vanwege zijn betrokkenheid bij de filmmuziek voor The Raid, zei hij dat het album halverwege 2012 uitgebracht zou worden. Dit herhaalde hij enkele dagen later in een ander interview op hetzelfde festival. Per februari had het album nog geen duidelijke vorm en was de band nog aan het experimenteren en aan het uitvinden wat voor toon het album kreeg maar begin maart verwachtte gitarist Brad Delson wel een nieuwe single binnen enkele maanden en bevestigde nogmaals dat het album halverwege 2012 uit zou komen.
Oorspronkelijk zouden op 12 maart de opnames beginnen voor de videoclip van de eerste single maar uiteindelijk vonden deze op 28 en 29 maart plaats.
Naar aanleiding van onder andere de opnames van de videoclip, begon de band met het promoten van het album. Op 24 maart 2012 plaatsten de voor de radiowereld bestemde websites FMQB en All Access Burn It Down op de Triple A-pagina met als releasedatum 16 april 2012. Enkele dagen later werden deze data teruggetrokken van de website. Rolling Stone plaatste in de editie van april (die eind maart uitkwam) een bericht waarin vermeld werd dat het album in juni 2012 zou uitkomen. Op 27 maart maakte Shinoda via Twitter bekend dat er de dag erna een bekendmaking kwam over de single, maar op dezelfde dag werd via een filmpje op Viddy door Shinoda bekendgemaakt dat de eerste single Burn It Down op 16 april uitgebracht zou worden.
Op 16 april 2012 kwam de single uit en werden de albumdetails bekendgemaakt. Living Things zou op 26 juni 2012 uitgebracht worden en was per direct beschikbaar voor voorbestelling via de website van de band. Ook werden er nieuwe tourdata bekendgemaakt.
Eind april vond er een luistersessie plaats voor weblogs, waar Lost in the Echo, In My Remains, Burn It Down, Lies Greed Misery, Castle of Glass en Until It Breaks aan de pers werden gepresenteerd.
Op 8 mei begon een wereldwijde jacht waarin fans werden raadsels moesten oplossen en zo objecten verkregen die weer leidden tot volgende aanwijzingen. In de Manning Bar vlak bij de Universiteit van Sydney was de eerste aanwijzing te vinden met daarop een QR-code met daarop een tekst in het Japans met de woorden "A Thousand Horizons". Deze tip leidde naar een locatie waar Linkin Park een speciale uitvoering van A Thousand Suns liet afspelen, getiteld A Thousand Horizons. Hier kregen fans te horen dat een bepaalde Twitteraccount drieduizend fans moest krijgen alvorens de volgende clue bekend werd: de skyline van Toronto. Hier werden fans benaderd door een persoon die hen leidde de Lincoln Park Zoo in Chicago. De achtste en laatste hint leidde tot het debuut van Lies Greed Misery van het album, die bij Zane Lowe van BBC Radio One in première ging.
Lies Greed Misery was te horen in de trailer voor Medal of Honor: Warfighter. Powerless werd in de trailer en in de eindkredieten van Abe Lincoln: Vampire Hunter gebruikt. Burn It Down werd in grote mate gebruikt ter promotie van NBA Playoffs van 2012. Ondertussen bracht de band een muzikale raceapplicatie uit, waarin spelers de Lotus E20 als auto kunnen gebruiken in races in de Formule 1-app van het Lotus F1 Team. Bovendien was het mogelijk het nummer te remixen aan de hand van muzieksporen. Op 19 juni deed de band mee aan de discussie van Rio+Social over de kruising van sociale media, technologie en duurzame ontwikkeling en de rol van muziek, gaming en social media om dit probleem bewust te maken. Bovendien trad de band in het eigen Third Encore Sessions op en werd het mini-concert tijdens getoond.
De lyricvideo van Lies Greed Misery werd op 8 juni op het YouTube-kanaal van de band online gezet en bevatte artwork dat bij het nummer hoorde. Op 29 juni kwam de lyricvideo van Lost in the Echo online, ook met nieuw artwork.

### Singles-uitgavechronologie
| Single            | Regio            | Datum            | Format     |
| ----------------- | ---------------- | ---------------- | ---------- |
| Burn It Down      | Wereldwijd       | 16 april 2012    | Airplay    |
| Burn It Down      | Wereldwijd       | 16 april 2012    | Download   |
| Burn It Down      | Duitsland        | 16 april 2012    |            |
| Burn It Down      | Wereldwijd       | 24 mei 2012      | Videoclip  |
| Lies Greed Misery | Wereldwijd       | 24 mei 2012      | Download   |
| Lies Greed Misery | Wereldwijd       | 4 juni 2012      | Lyricvideo |
| Lost in the Echo  | Wereldwijd       | 19 oktober 2012  | Airplay    |
| Lost in the Echo  | Wereldwijd       | 19 oktober 2012  | Download   |
| Lost in the Echo  | Wereldwijd       | 29 augustus 2012 | Videoclip  |
| Powerless         | Japan            | 31 oktober 2012  | Download   |
| Powerless         | Wereldwijd       | 27 november 2012 | Videoclip  |
| Castle of Glass   | Wereldwijd       | 12 oktober 2012  | Videoclip  |
| Castle of Glass   | Verenigde Staten | 5 januari 2013   | Airplay    |
| Castle of Glass   | Wereldwijd       | 1 februari 2013  | Download   |
| I'll Be Gone      | Verenigde Staten | 5 december 2012  | Airplay    |

## Living Things World Tour
In december 2011 werd bevestigd dat Linkin Park op zou treden op de Duitse festivals Rock am Ring en Rock im Park. Nadat Giel Beelen in januari 2012 in zijn radioshow GIEL op 3FM zei dat de band op Pinkpop 2012 zou staan, bevestigde Jan Smeets en de band kort na hem op 29 februari dat Linkin Park als headliner de zondag zou afsluiten.In februari en maart werden er meer festivals aangekondigd, waaronder Rock in Rio in Portugal, twee data in Rusland en een in Polen. Het concert op 5 juni 2012 werd opgenomen en in een select aantal bioscopen in de Verenigde Staten te zien. Ook deed de band mee als headliner tijdens de Honda Civic Tour 2012, waar ze optreden met Incubus en Mutemath. De band bleef vlak bij huis door enkele optredens in Mexico te spelen, waarvan er een opgenomen en uitgezonden werd voor MTV World Stage. Hierna vertrok de band naar Zuid-Afrika voor twee optredens. De band sluit het jaar 2012 af als headliner van de eerste nacht van KROQ Almost Acoustic Christmas.

### Tourdata
|                   | Datum                     | Stad                            | Land                      | Locatie                                                   | Opmerkingen                                                 |
| Noord-Amerika     | Noord-Amerika             | Noord-Amerika                   | Noord-Amerika             | Noord-Amerika                                             | Noord-Amerika                                               |
| ----------------- | ------------------------- | ------------------------------- | ------------------------- | --------------------------------------------------------- | ----------------------------------------------------------- |
|                   | 11 augustus 2012          | Bristow                         | Verenigde Staten          | Jiffy Lube Live                                           |                                                             |
| 12 augustus 2012  | Uncasville                | Mohegan Sun                     | Verenigde Staten          |                                                           |                                                             |
| 14 augustus 2012  | Mansfield                 | Comcast Center                  | Verenigde Staten          |                                                           |                                                             |
| 15 augustus 2012  | Wantagh                   | Nikon at Jones Beach Theater    | Verenigde Staten          |                                                           |                                                             |
| 17 augustus 2012  | Camden                    | Susquehanna Bank Center         | Verenigde Staten          | De zesde Linkin Park Underground Summit vond hier plaats. |                                                             |
| 19 augustus 2012  | Alpharetta                | Verzion Ampitheater             | Verenigde Staten          |                                                           |                                                             |
| 21 augustus 2012  | Auburn Hills              | The Palace of Auburn Hills      | Verenigde Staten          |                                                           |                                                             |
| 22 augustus 2012  | Cincinnati                | Riverbend Music Center          | Verenigde Staten          |                                                           |                                                             |
| 24 augustus 2012  | Tinley Park               | First Midwest Bank Amphitheatre | Verenigde Staten          |                                                           |                                                             |
| 25 augustus 2012  | Indianapolis              | Klipsch Music Center            | Verenigde Staten          |                                                           |                                                             |
| 27 augustus 2012  | Dallas                    | Gexa Energy Pavilion            | Verenigde Staten          |                                                           |                                                             |
| 28 augustus 2012  | The Woodlands             | Cynthia Woods Mitchell Pavilion | Verenigde Staten          |                                                           |                                                             |
| 30 augustus 2012  | Englewood                 | Comfort Dental Ampitheater      | Verenigde Staten          |                                                           |                                                             |
| 1 september 2012  | Calgary                   | Canada                          | Fort Calgary              |                                                           |                                                             |
| 2 september 2012  | Edmonton                  | Canada                          | Expo Center               |                                                           |                                                             |
|                   | 4 september 2012          | Canada                          | Vancouver                 | Rogers Arena                                              | Geen onderdeel van de Honda Civic Tour                      |
|                   | 5 september 2012          | Tacoma                          | Verenigde Staten          | Tacoma Dome                                               |                                                             |
| 7 september 2012  | Mountain View             | Shoreline Amphitheatre          | Verenigde Staten          |                                                           |                                                             |
| 8 september 2012  | Carson                    | The Home Depot Center           | Verenigde Staten          |                                                           |                                                             |
| 10 september 2012 | Chula Vista               | Cricket Wireless Amphitheatre   | Verenigde Staten          |                                                           |                                                             |
| Mexico            |                           |                                 |                           |                                                           |                                                             |
|                   | 12 september 2012         | Monterrey                       | Mexico                    | Arena Monterrey                                           | In het kader van MTV World Stage                            |
| 14 september 2012 | Mexico Stad               | Arena Ciudad de México          | Mexico                    |                                                           |                                                             |
| Noord-Amerika     |                           |                                 |                           |                                                           |                                                             |
|                   | 22 september 2012         | Las Vegas                       | Verenigde Staten          | MGM Grand Garden Arena                                    | In het kader van de iHeartRadio Music Festival              |
| Zuid-Amerika      |                           |                                 |                           |                                                           |                                                             |
|                   | 5 oktober 2012            | Buenos Aires                    | Argentinië                | Estadio G.E.B.A.                                          |                                                             |
| 7 oktober 2012    | São Paolo                 | Brazilië                        | Arena Anhembi             |                                                           |                                                             |
| 8 oktober 2012    | Rio de Janeiro            | Brazilië                        | Citibank Hall             |                                                           |                                                             |
| 10 oktober 2012   | Rio de Janeiro            | Brazilië                        | Citibank Hall             |                                                           |                                                             |
| 11 oktober 2012   | Porto Alegre              | Brazilië                        | Estádio do Passo d' Areia |                                                           |                                                             |
| 12 oktober 2012   | Estádio do Passo d' Areia | Brazilië                        | Gigantinho                |                                                           |                                                             |
| Zuid-Afrika       |                           |                                 |                           |                                                           |                                                             |
|                   | 7 november 2012           | Kaapstad                        | Zuid-Afrika               | Cape Town Stadium                                         | De zevende Linkin Park Underground Summit vond hier plaats. |
| 10 november 2012  | Johannesburg              | FNB Stadium                     | Zuid-Afrika               |                                                           |                                                             |
| Noord-Amerika     |                           |                                 |                           |                                                           |                                                             |
|                   | 18 november 2012          | Los Angeles                     | Verenigde Staten          | Nokia Music Awards                                        | In het kader van de American Music Awards                   |
| 7 december 2012   | Culver City               | Sony Picture Studios            | Verenigde Staten          | In het kader van de Spike Video Game Awards               |                                                             |
| 8 december 2012   | Universal City            | Gibson Amphitheatre             | Verenigde Staten          | In het kader van KROQ Almoust Acoustic X-Mas              |                                                             |

|  | Onderdeel van de Living Things World Tour |
|  | Onderdeel van publieke promotieconcerten  |
|  | Onderdeel van de Honda Civic Tour 2012    |

### Setlists
Hoewel er "US" staat, zijn deze setlisten ook buiten de Verenigde Staten gespeeld.
| Nr. | Titel                                                                           | Album                                                       | Duur |
| --- | ------------------------------------------------------------------------------- | ----------------------------------------------------------- | ---- |
| 1.  | Tinfoil Intro                                                                   | Living Things                                               |      |
| 2.  | Faint                                                                           | Meteora                                                     |      |
| 3.  | Papercut                                                                        | Hybrid Theory                                               |      |
| 4.  | Given Up                                                                        | Minutes to Midnight                                         |      |
| 5.  | With You                                                                        | Hybrid Theory                                               |      |
| 6.  | Somewhere I Belong (met de 2012 intro)                                          | Meteora                                                     |      |
| 7.  | In My Remains                                                                   | Living Things                                               |      |
| 8.  | New Divide                                                                      | Transformers: Revenge of the Fallen - The Album             |      |
| 9.  | Victimized / QWERTY (Vicitimized met de brug en refrein van QWERTY)             | Living Things / Linkin Park Underground 6.0                 |      |
| 10. | Points of Authority                                                             | Hybrid Theory                                               |      |
| 11. | Lies Greed Misery                                                               | Living Things                                               |      |
| 12. | Waiting for the End (met het eerste couplet van Until It Breaks, Apaches Outro) | A Thousand Suns                                             |      |
| 13. | Breaking the Habit                                                              | Meteora                                                     |      |
| 14. | Leave Out All the Rest / Shadow of the Day / Iridescent (medley)                | Minutes to Midnight / Minutes to Midnight / A Thousand Suns |      |
| 15. | The Catalyst                                                                    | A Thousand Suns                                             |      |
| 16. | Lost in the Echo (met verlengde intro)                                          | Living Things                                               |      |
| 17. | Numb (met Numb/Encore-outro)                                                    | Meteora                                                     |      |
| 18. | What I've Done                                                                  | Minutes to Midnight                                         |      |
| 19. | One Step Closer                                                                 | Hybrid Theory                                               |      |
| 20. | Burn It Down                                                                    | Living Things                                               |      |
| 21. | In the End                                                                      | Hybrid Theory                                               |      |
| 22. | Bleed It Out                                                                    | Minutes to Midnight                                         |      |

| Nr. | Titel                                                                           | Album                                                       | Duur |
| --- | ------------------------------------------------------------------------------- | ----------------------------------------------------------- | ---- |
| 1.  | A Place for My Head (met Set Intro)                                             | Hybrid Theory                                               |      |
| 2.  | Given Up                                                                        | Minutes to Midnight                                         |      |
| 3.  | New Divide                                                                      | Transformers: Revenge of the Fallen - The Album             |      |
| 4.  | With You                                                                        | Hybrid Theory                                               |      |
| 5.  | Somewhere I Belong (met de 2012 intro)                                          | Meteora                                                     |      |
| 6.  | In My Remains                                                                   | Living Things                                               |      |
| 7.  | Victimized / QWERTY (Vicitimized met de brug en refrein van QWERTY)             |                                                             |      |
| 9.  | Points of Authority                                                             | Hybrid Theory                                               |      |
| 10. | Lies Greed Misery                                                               | Living Things                                               |      |
| 11. | Waiting for the End (met het eerste couplet van Until It Breaks, Apaches Outro) | A Thousand Suns                                             |      |
| 12. | Breaking the Habit                                                              | Meteora                                                     |      |
| 13. | Leave Out All the Rest / Shadow of the Day / Iridescent (medley)                | Minutes to Midnight / Minutes to Midnight / A Thousand Suns |      |
| 14. | The Catalyst                                                                    | A Thousand Suns                                             |      |
| 15. | Lost in the Echo (met verlengde intro)                                          | Living Things                                               |      |
| 16. | Numb (met Numb/Encore-outro)                                                    | Meteora                                                     |      |
| 17. | What I've Done                                                                  | Minutes to Midnight                                         |      |
| 18. | Burn It Down                                                                    | Living Things                                               |      |
| 19. | In the End                                                                      | Hybrid Theory                                               |      |
| 20. | Bleed It Out                                                                    | Minutes to Midnight                                         |      |
| 21. | Tinfoil Intro                                                                   | Living Things                                               |      |
| 22. | Faint                                                                           | Meteora                                                     |      |
| 23. | Lying from You + Papercut                                                       | Hybrid Theory                                               |      |
| 24. | One Step Closer                                                                 | Hybrid Theory                                               |      |

| Nr. | Titel                                                                           | Album                                                       | Duur |
| --- | ------------------------------------------------------------------------------- | ----------------------------------------------------------- | ---- |
| 1.  | Intro (Game of Thrones-intro)                                                   |                                                             |      |
| 2.  | With You                                                                        | Hybrid Theory                                               |      |
| 3.  | Faint                                                                           | Meteora                                                     |      |
| 4.  | Given Up                                                                        | Minutes to Midnight                                         |      |
| 5.  | Victimized / QWERTY (Vicitimized met de brug en refrein van QWERTY)             | Living Things / Linkin Park Underground 6.0                 |      |
| 6.  | Lying from You                                                                  | Meteora                                                     |      |
| 7.  | Somewhere I Belong (met de 2012 intro)                                          | Meteora                                                     |      |
| 8.  | New Divide                                                                      | Transformers: Revenge of the Fallen - The Album             |      |
| 9.  | In My Remains                                                                   | Living Things                                               |      |
| 10. | When They Come for Me                                                           | A Thousand Suns                                             |      |
| 11. | Waiting for the End (met het eerste couplet van Until It Breaks, Apaches Outro) | A Thousand Suns                                             |      |
| 12. | Breaking the Habit                                                              | Meteora                                                     |      |
| 13. | Leave Out All the Rest / Shadow of the Day / Iridescent (medley)                | Minutes to Midnight / Minutes to Midnight / A Thousand Suns |      |
| 14. | The Catalyst                                                                    | A Thousand Suns                                             |      |
| 15. | What I've Done                                                                  | Minutes to Midnight                                         |      |
| 16. | Burn It Down                                                                    | Living Things                                               |      |
| 17. | In the End                                                                      | Hybrid Theory                                               |      |
| 18. | Numb (met Numb/Encore-outro)                                                    | A Thousand Suns                                             |      |
| 19. | Bleed It Out                                                                    | Minutes to Midnight                                         |      |
| 20. | Lost in the Echo (met verlengde intro)                                          | Living Things                                               |      |
| 21. | Papercut                                                                        | Hybrid Theory                                               |      |
| 22. | One Step Closer                                                                 | Hybrid Theory                                               |      |

## Tracklist
Alle muziek en teksten zijn geschreven door Linkin Park. 
| 1.                 | Lost in the Echo  | 03:25 |
| 2.                 | In My Remains     | 03:20 |
| 3.                 | Burn It Down      | 03:54 |
| 4.                 | Lies Greed Misery | 02:26 |
| 5.                 | I'll Be Gone      | 03:31 |
| 6.                 | Castle of Glass   | 03:25 |
| 7.                 | Victimized        | 01:46 |
| 8.                 | Roads Untraveled  | 03:49 |
| 9.                 | Skin to Bone      | 02:48 |
| 10.                | Until It Breaks   | 03:43 |
| 11.                | Tinfoil           | 01:11 |
| 12.                | Powerless         | 03:44 |
| Totale duur: 36:58 |                   |       |

| 13.                | What I've Done (Live) | 4:07 |
| Totale duur: 41:12 |                       |      |

| Nr. | Titel                                         | Duur  |
| --- | --------------------------------------------- | ----- |
| 1.  | Burn It Down (RAC remix)                      | 03:38 |
| 2.  | Burn It Down (Paul van Dyk remix)             | 08:00 |
| 3.  | Burn It Down (Swoon remix)                    | 04:51 |
| 4.  | Until It Breaks (Datsik remix)                | 06:04 |
| 5.  | Roads Untraveled (Rad Omen Remix feat. Bun B) | 05:32 |
| 6.  | Burn It Down (Bobina Remix)                   | 05:22 |
| 7.  | Until It Breaks (Money Mark Remix)            | 04:36 |
| 8.  | nnb                                           |       |
| 9.  | nnb                                           |       |

## Commerciële ontvangst

### Album
In Nederland is Living Things het eerste album van de band dat de eerste positie bereikte in de Nederlandse Album Top 100, nadat Meteora en Minutes to Midnight op de tweede positie piekten. Het verschil tussen Living Things en de nummer twee droeg 39%. In Vlaanderen debuteerde het album op de tweede positie, waardoor het net als Minutes to Midnight op de tweede positie debuteerde terwijl Meteora nog op een terechtkwam. Hetzelfde geldt voor de notering in Wallonië, waar het album echter op drie binnenkwam. In de Amerikaanse Billboard 200 kwam het album ook op de eerste positie terecht, waarmee door 230.000 verkochte exemplaren Maroon 5's Overexposed met duizend eenheden voorbleef.
| Land                | Lijst              | Piek | Bron   |
| ------------------- | ------------------ | ---- | ------ |
| Australië           | Album Top 50       | 2    | [ 31 ] |
| Canada              | Album Top 200      | 1    | [ 32 ] |
| Denemarken          | Album Top 40       | 2    | [ 31 ] |
| Finland             | Album Top 40       | 1    | [ 31 ] |
| Frankrijk           | Album Top 200      | 2    | [ 31 ] |
| Duitsland           | Album Top 100      | 1    | [ 33 ] |
| Hongkong            | Albumlijst         | 2    | [ 34 ] |
| Hongarije           | Albumlijst         | 1    | [ 35 ] |
| Ierland             | Albumlijst         | 2    | [ 36 ] |
| Italië              | Albumlijst         | 1    | [ 31 ] |
| Japan               | Album Top 100      | 2    | [ 37 ] |
| Zuid-Korea          | Albumlijst         | 4    | [ 38 ] |
| Mexico              | Album Top 100      | 5    | [ 39 ] |
| Nederland           | Album Top 100      | 1    | [ 31 ] |
| Nieuw-Zeeland       | Album Top 50       | 1    | [ 31 ] |
| Noorwegen           | Albumlijst         | 3    | [ 31 ] |
| Oostenrijk          | Album Top 75       | 1    | [ 40 ] |
| Polen               | Albumlijst         | 1    | [ 41 ] |
| Portugal            | Albumlijst         | 1    | [ 31 ] |
| Rusland             | Albumlijst         | 1    | [ 42 ] |
| Schotland           | Albumlijst         | 2    | [ 43 ] |
| Slowakije           | Album Top 100      | 1    | [ 44 ] |
| Spanje              | Album Top 100      | 2    | [ 31 ] |
| Tsjechië            | Albumlijst         | 1    | [ 45 ] |
| Taiwan              | Album Top 20       | 1    | [ 46 ] |
| Verenigd Koninkrijk | Album Top 40       | 1    | [ 47 ] |
| Verenigde Staten    | Billboard 200      | 1    | [ 32 ] |
| Verenigde Staten    | Rock Albums        | 1    | [ 32 ] |
| Verenigde Staten    | Alternative Albums | 1    | [ 32 ] |
| Verenigde Staten    | Hard Rock Albums   | 1    | [ 32 ] |
| Vlaanderen          | Ultratop 50        | 4    | [ 31 ] |
| Wallonië            | Ultratop 50        | 2    | [ 31 ] |
| Zweden              | Albumlijst         | 6    | [ 31 ] |
| Zwitserland         | Albumlijst         | 1    | [ 31 ] |

| Positie: | 1 | 2 | 13 | 16 | 24 | 31 | 29 | 48 | 59 | 62 | 65 | 82 | 99 | 99 | uit |

| Positie: | 4 | 5 | 8 | 14 | 25 | 29 | 29 | 34 | 54 | 42 | 56 | 78 | 63 | 99 | uit |

### Singles
Burn It Down werd de eerste single van het album. Het debuteerde in de eerste week op de dertigste positie in de Amerikaanse Billboard Hot 100. In de Alternative, Rock Songs en de Hot Mainstream Rock Tracks bereikte het nummer uit dat land, net als in de Britse UK Rock, de eerste positie. Ook in Duitsland deed het nummer het goed, door de tweede positie in de Musikmarkt Top 100 te bereiken. In de overige landen deed het nummer het gemiddeld. De top tien werd alleen in Portugal, Japan, Oostenrijk en Rusland behaald. De Nederlandse Top 40 werd opnieuw niet gehaald. Het kwam niet verder dan de twaalfde positie in de tipparade, terwijl het op zes bleef steken in de Vlaamse tegenhanger. Desondanks was de zestigste plek wel de piek in de Nederlandse Single Top 100, gebaseerd op fysieke en digitale verkopen. In de Britse UK Singles Chart kwam Burn It Down op 27.
Lost in the Echo was de tweede single. Het nummer werd wel internationaal uitgebracht maar matig gepromoot. Hierdoor bleef het bij lage positioneringen in een beperkt aantal landen, waaronder Duitsland (68), Vlaanderen (83 in de tipparade), de Verenigde Staten (95), Frankrijk (150) en het Verenigd Koninkrijk (175). Het succes is in de Amerikaanse en Britse rocklijsten groter, waar het nummer nog actief is als single.
Powerless werd begin november in Japan als single uitgebracht. Kort na de release van het album piekte het nummer op de veertigste positie in de UK Rock Chart.
Castle of Glass werd in november als de vierde single uitgebracht. In respectievelijk Italië en de UK Rock kwam het nummer op de zeventiende en de 24ste plek.
| Jaar | Nummer           | Piek      | Piek              | Piek           | Piek           | Piek                 | Piek          | Piek                   | Piek          | Piek           | Piek      | Piek                | Piek       | Piek      | Piek      | Piek      | Piek      | Piek       | Certificatie |
| Jaar | Nummer           | NL Top 40 | NL Single Top 100 | VL Ultratop 50 | WA Ultratop 40 | US Billboard Hot 100 | UK Hitlist 75 | US Alter- native Songs | US Rock Songs | AU ARIA Charts | DE Top 20 | DU Musik- markt 100 | FR Top 100 | OO Top 75 | NO Top 20 | NZ Top 40 | SE Top 60 | ZW Top 100 | Certificatie |
| ---- | ---------------- | --------- | ----------------- | -------------- | -------------- | -------------------- | ------------- | ---------------------- | ------------- | -------------- | --------- | ------------------- | ---------- | --------- | --------- | --------- | --------- | ---------- | ------------ |
| 2012 | Burn It Down     | tip12     | 60                | tip8           | 34             | 30                   | 27            | 1                      | 1             | 41             | 37        | 2                   | 77         | 10        | —         | 13        | —         | 12         |              |
| 2012 | Lost in the Echo | —         | —                 | —              | 133            | 95                   | 175           | 12                     | 10            | —              | —         | 68                  | 150        | —         | —         | —         | —         | —          |              |
| 2012 | Powerless        | —         | —                 | —              | —              | —                    | —             | —                      | —             | —              | —         | —                   | —          | —         | —         | —         | —         | —          |              |
| 2012 | Castle of Glass  | —         | —                 | —              | 68             | —                    | —             | —                      | —             | —              | —         | 10                  | —          | 2         | —         | —         | —         | 46         |              |

## Personeel
Linkin Park
- Chester Bennington: leadvocalen, achtergrondvocalen
- Rob Bourdon: drum, percussie, achtergrondvocalen
- Brad Delson: leadgitaar, vocalen op Until It Breaks
- Dave "Phoenix" Farrell: basgitaar, achtergrondzang
- Joe Hahn: turntables, synth, samples, keyboard
- Mike Shinoda: ritmisch gitarist, leadvocalen, achtergrondvocalen, producer, mixer, remixer, MC, piano, synthesizer

Gastbijdrages
- Owen Pallett: snaarwerk op I'll Be Gone

Productie
- Rick Rubin: producer
- Mike Shinoda: producer, engineer, creative director, pro-tools
- Joe Hahn: creative director
- Ethan Mates: engineer
- Andrew Hayes: assistent, engineer, bewerker
- Brad Delson: toegevoegde productie
- Jerry Johnson: drumtechnicus
- Ryan DeMarti: productiecoördination, A&R-coördination

- Manny Marroquin: mixer (geassisteerd door Chris Galland en Del Bowers)
- Brian Gardner: mastering
- Rob Cavallo: A&R
- Liza Jospeph: A&R-coördinatie
- Peter Standish: marketingregie
- Brandon Parvini: artwork, creative regie
- The Uprising Creative: artregie, ontwerp
- Frank Maddocks: logo-ontwerp

Emily Armstrong · Chester Bennington · Rob Bourdon · Colin Brittain · Brad Delson 
Dave Farrell · Joe Hahn · Scott Koziol · Mike Shinoda · Mark Wakefield